# Mikko Kavén
Mikko Kavén (Lahti, 24 de dezembro de 1975) é um futebolista finlandês que já atuou no Reipas Lahti, FC Haka, MyPa, Vaasan Palloseura, e no FC Lahti.

## Títulos
- Campeonato Finlandês: 1997, 2001, 2006 e 2007[2]
- Copa da Finlândia: 1998 e 2007
- Copa da Liga Finlandesa: 1998 e 2009